# Cocames
Els cocama, kukakma o omaguas són un poble aborigen que habita actualment en les riberes dels rius Ucayali i Huallaga al el Perú, a l'illa Ronda, en el riu Amazones, Colòmbia i en l'estat estat de l'Amazones (Brasil). Són unes 15 mil persones. Estan estretament emparentats amb els cocamilla.

## Història
Són originaris del Brasil, però ja en el segle XVI havien migrat fins al riu Ucayali. Els Cocama van arribar a l'alt Amazones com a part dels Omagua, de llengua Tupí, que dominaven en el segle XVI la navegació i el comerç pel gran riu. Al principi es van aliar amb els missioners espanyols però en 1662 es van rebel·lar, sent derrotats en 1666. Van sofrir diverses epidèmies, així com el reclutament forçat en les tropes espanyoles.

### Independència de Llatinoamèrica
després de la independència peruana en 1824, els Cocama van treballar com treballadors forçats en les hisendes i en les indústries mineres i fusteres. Després de la independència, alguns van tornar a la zona de Ucayali, mentre que uns altres van ser a les regions de Marañón, Pastaza, Nucuray i Urituyacu a la recerca de noves terres de cultiu. Des de 1853 van ser utilitzats com a mà d'obra en les hisendes dels colons del Huallaga i després van sofrir els efectes de l'explotació del cautxú a la regió. Es creu que molts van emigrar al Brasil durant l'auge del cautxú. A la fi del segle XX era comú trobar cocames com a obrers o jornalers.

## Llengua
La seva llengua forma part de la família Tupí i va ser profusament estudiada pel filòleg Lucas Espinosa.

## Economia
La seva economia actual es basa en la agricultura i la pesca. Conreen iuca dolça, blat de moro, fríjol, arròs i plàtans. Venen part del que produeixen, especialment pescat, fusta, bestiar boví, porcs, gallinas i artesanias.

### Comerç
Dins de les seves activitats econòmiques tradicionals es trobaven l'horticultura, la pesca i la caça de tortugues En l'actualitat l'economia dels cocama es basa principalment en l'agricultura i la pesca.
Una part important de l'economia d'aquest grup és la pesca amb finalitats comercials Comercialitzen diversos productes, com ara l'arròs, la iuca, el plàtan, el blat de moro i el frijol. Els cocama també es dediquen a l'extracció forestal de fustes fines. Complementen aquestes activitats amb la ramaderia que va ser introduïda en els cocama fa unes dècades

## Organització social
La seva organització bàsica són els clans patrilineals o "sangs". Usen una terminologia de parentiu del tipus iroquès, amb matrimoni entre cosins creuats bilaterals, que implica intercanvi simètric entre dos clans.
La seva organització política es basa en un sistema central les figures del qual de major autoritat són les del curaca i el capítol del resguard. CURACA
Els cocamas encara que no tenen una forma de govern avançat tampoc tenen una massa endarrerida .Encara que continuen practicant la patrilinealitat i la patrilocalitat per regles de la familiaritat i residència .

## En l'actualitat
Les vides dels Cocames canvien al llarg de l'any perquè les seves dues estacions, l'estiu i l'hivern, són molt diferents. Totes dues estacions són caloroses, però cada hivern el riu s'infla de 30 a 45 peus i es desborda per les riberes del riu, inundant el llogaret.